# Skijaške skakaonice u Hrvatskoj
Skakaonice su poredane prema godini završetka gradnje.

## Mrkopalj
1934. u Mrkoplju po nacrtu ing. Rožmana sagrađena je prva skakaonica u Hrvatskoj. Bila je to 10-metarska skakaonica i imala je naziv "Pod Vrhin". 1936. održano je međunarodno natjecanje u skijaškim skokovima na kojem je Norvežanin Jahr skočio tada velikih 46 metara.

## Sunger (Mrkopalj)
1937./1938. godine Joakim i Viktor Polić, sungerski stolari i kolari, na svom zemljištu pod "Lazićima" u Sungeru napravili su skijašku skakaonicu na kojoj se moglo skočiti do 30 m.

## Skrad
U Skradu je skakaonica otvorena 9. siječnja 1939. godine na priredbi "Skradski dani". Pobjednik je bio Skrađanin Antun Mance, a skakaonica postoji i danas.

## Delnice 1
Ideje o gradnji skakaonice u Delnicama javile su se već 1920-ih godina. U čari sporta Delničani i ostali Gorani uvjeriti su se mogli kada je u nedalekom Mrkoplju sagrađena skakaonica. Manje od godinu dana kasnije, 1935. Delničani su na predjelu grada zvanom Vučnik izgradili svoju prvu skakaonicu. Skakaonica je izgrađena pod rukovodstvom Maksa Jelineka, ljekarnika i predsjednika planinarsko-skijaške sekcije koja je djelovala u okviru tadašnjeg delničkog planinarskog društva. Skakonica je bila drvena građevina s koje su skakači skakali do 30 metara. 
Zanimljivost je da je skakaonica bila u "punom pogonu" i većim dijelom Drugog svjetskog rata, točnije u doba talijanske okupacije Delnica. Neki od talijanskih vojnika bili su iz alpskog dijela Italije i razumjeli su se u skijaške skokove pa su voljno priređivali natjecanja na kojima je ponekad sudjelovala i domaća mladež.
Skakaonica je bila u funkciji do zime 1947. godine. Zbog dotrajalosti drvene konstrukcije tu skakaonicu nije se više moglo koristiti, a kako je do tog trenutka u Delnicama i ostalim dijelovima Gorskog kotara već bilo jako puno zaljubljenika u skijaške skokove, Delničani su počeli planirati izgradnju nove skakaonice.

## Delnice 2
Najzaslužniji za realizaciju izgradnje druge skakaonice u Delnicama opet je bio Maks Jelinek. On je kontaktirao Stanka Bloudeka, koji je tada već bio slavan kao tvorac, kasnije legendarne, slovenske Planice. Izgrađena je na sjeveroistočnoj padini Japlenškog vrha i s doskočištem na gradskom nogometnom stadionu. Na mjestu današnjeg doskočišta nalazilo se brdo obraslo šumom, a lijevo od njega bila je jedna udolina te uz nju staro nogometno igralište. Bloudek je zahtijevao da se šumovito brdašce "prenese" u udolinu čime će se otvoriti prostor za doskočište i u potpunosti izravnati teren. Nova skakaonica bila je 45-metarska. Konstrukciju skakaonice postavilo je 1947. godine poduzeće Goran građevno. Početkom 1948. ta je konstrukcija pretvorena u pravu skakaonicu, očišćen je prostor pred njom i napravljeno doskočište. Prvo službeno natjecanje na toj skakaonici održano je u zimu 1948. godine. Bilo je prisutno 2000 posjetitelja. 
Iz godine u godinu rastao je broj skakača i zaljubljenika u skijaške skokove. Rast broja natjecatelja posljedično je dovodio i do skakačkog usavršavanja i razvoja pa je 45-metarska skakaonica većini uskoro postala premalena. Stoga su se 1957. godine obavili rekonstrukcijski zahvati koji su je produžili na 60 metara. Na toj preuređenoj skakonici je 1958. godine održano prvenstvo Jugoslavije.
1966. godine po nacrtima slovenskog konstruktora Jaščenka 60-metarska skakaonica pretvorena je u 75-metarsku skakonicu. Posljednje natjecanje na toj skakaonici bilo je državno juniorsko prvenstvo Jugoslavije, održano je u zimu 1981. godine. Nakon toga je zaredalo nekoliko godina vrlo slabih zima pa je natjecanja bilo nemoguće održati. 
Gašenje gotovo pola stoljeća duge tradicija skijaškog skakanja dovelo je i do zapuštanja skakaonice. Zaletište skakaonice je obnovljeno 2004. i obojeno u jarko crveno, kroz nekoliko radnih akcija koje su organizirale djelatnice Turističkog ureda Delnice. Koju godinu kasnije, doskočište i padinu ispod samog skok obnavljali su Hrvatske šume i dvadesetak uglavnom starijih zaljubljenika u sport, od kojih je većina i skakala na toj skakaonici pred tri desetljeća. 2006. godine, nakon dvadeset i pet godina stanke, ponovno je organizirano natjecanje skijaških skakača, Kup grada Delnica. Nastupilo je petnaestak mladih slovenskih natjecatelja. Najduži skok ostvario je Urban Zamernik, koji je sa 72,5 metra postavio novi rekord skakaonice, oborivši time rekord kojeg je Bogdan Norčić postavio 1981. godine.